# Genética da perda de implante
Doenças bucais ainda são um dos maiores problemas de saúde pública, sendo que as mais prevalentes – cárie e periodontite – apresentam como resultado final a perda do dente. A perda dental é um problema complexo que afeta desde crianças até idosos. O edentulismo não leva à morte, mas prejudica diversas estruturas orofaciais, como tecido ósseo, nervoso e muscular. Consequentemente, as funções são diminuídas em pacientes edêntulos. O desafio da odontologia é, principalmente, melhorar o acesso e a qualidade da reabilitação oral. Porém, a pesquisa em saúde bucal ainda está sendo conduzida minimamente baseada em evidências científicas.
Uma grande variedade de tratamentos está disponível para substituir os dentes perdidos. O tratamento com próteses dentárias apresentam grande nível de previsibilidade, com índice de sucesso de mais de 90%. O implante dental ósseo integrado é atualmente a modalidade de tratamento de eleição para substituir dentes perdidos em termos de função e estética. A acessibilidade a esta modalidade de tratamento vem aumentando devido à diminuição dos custos e ao aumento de profissionais especializados na área.
Apesar da alta taxa de sucesso, o número absoluto de insucesso do implante dental torna-se significativo e causa impacto econômico e social para os pacientes e profissionais de odontologia. Clinicamente, uma redução significativa no contato entre osso e implante pode comprometer o processo de osseointegração e levar à perda do implante. O processo pode, didaticamente, ser dividido em precoce e tardio. A falha precoce ocorre antes de o implante ser submetido à carga oclusal, ao passo que a falha tardia ocorre após o implante receber a carga.
Falhas precoces de implantes têm sido relacionadas a tabagismo, envelhecimento, doenças sistêmicas, quantidade e qualidade óssea, trauma cirúrgico e contaminação durante o procedimento cirúrgico. E as falhas tardias têm sido relacionadas à peri-implantite e à sobrecarga oclusal.

## Genética
Pesquisadores coordenados pela professora Paula Cristina Trevilatto, da Pontifícia Universidade Católica do Paraná (PUC-PR), conseguiram detectar a influência de fatores genéticos na perda de implantes dentais, um problema que atinge cerca de 3,5% das pessoas que se submetem à técnica por ano.
Entre os pacientes com múltiplas perdas de implantes, os pesquisadores da PUC-PR observaram alelos (uma das formas alternativas de um gene) do grupo da interleucina 1 (proteína secretada por células do sistema imunológico) que enfraquecem o processo anti-inflamatório natural. Por causa dessa particularidade genética, há dificuldade de integração do titânio ao osso. A estimativa é de que entre 25% e 30% da população tenha esse alelo, o que aumenta em até três vezes o risco de perder um implante.
Avanços na elucidação da influência de fatores genéticos na perda de implantes dentais osseointegráveis podem, no futuro, contribuir tanto para a detecção de indivíduos de maior risco à perda de implantes, quanto para o tratamento individualizado e melhor prognóstico.

## Sintomas da perda do implante
```
Sintomas
```

- Dor: o ideal é que haja ausência de dor e de sensibilidade ao toque após as primeiras horas de cirurgia;
- Mobilidade: um implante adequado não deve se mexer, caso isso esteja acontecendo pode ser sinal de problemas de osseointegração;
- Supuração: a formação de pus não é um bom sinal e pode indicar o risco de uma lesão avançada;

- Inchaço e vermelhidão: podem indicar um processo inflamatório em curso;
- Sabor desagradável na boca e mau hálito: pode ser causado por bactérias ou um processo inflamatório;
- Formigamento ou dormência na bochecha, lábios, gengiva e língua: indica que o implante está muito próximo do nervo.

## Causas da perda do implante
A perda do implante pode ocorrer por vários motivos, incluindo:
- Problemas no processo de osseointegração

Quando não se integra ao osso, o implante fica mole e pode cair. Além disso, um cirurgião inexperiente pode colocar um implante próximo ao nervo, causando inúmeros transtornos ao paciente. Quando isso acontece, é provável que ele tenha que ser removido.
- Implante dentário incorreto

A recomendação mais importante para quem vai fazer o tratamento de implante dentário é procurar um dentista especializado nessa área. Dessa forma, os exames, cirurgia, escolha dos produtos e orientações do pós-operatório serão feitas da maneira correta.
Um bom profissional tem a preocupação de utilizar materiais de alta qualidade na implantodontia, o que vai evitar a perda de implantes dentários. Dessa maneira, é importante que o implantodontista avalie a qualidade de seus fornecedores para que seus tratamentos apresentem bons resultados, fidelizando, assim, os pacientes.
- Falta de acompanhamento odontológico regular

É essencial que, após o procedimento, o paciente faça visitas regulares ao dentista para avaliar a saúde bucal em geral, bem como o estado do implante e da prótese. Por isso, ao final do tratamento, o profissional deve destacar a importância desse acompanhamento periódico para que não haja problemas com o dispositivo.
Muitas pessoas têm a ideia de que o insucesso desse tratamento ocorre por rejeição do organismo. Mas saiba que a perda de implantes dentários está muito relacionada aos hábitos do paciente, principalmente em relação à limpeza bucal, à competência técnica do dentista e a qualidade dos materiais utilizados no procedimento.
- Trauma oclusal

As forças da mastigação acabam desgastando nossos dentes naturalmente. Quando o paciente faz o tratamento de implante dentário, ocorre uma mudança na mordedura, gerando uma força maior sobre as próteses e, consequentemente, sobre os implantes. Isso leva a um trauma oclusal, fazendo com que haja perda óssea na região e a perda do implante. Esse problema pode ser agravado caso o paciente tenha bruxismo, isto é, o hábito involuntário de ranger os dentes.
- Má higiene bucal

Os implantes necessitam de cuidados redobrados com a higiene, se comparados aos dentes naturais. Os implantes são dispositivos conectados à prótese, e apresentam maior retenção de biofilme.
Dessa maneira, necessitam de maior tempo e dedicação para correta remoção dos resíduos alimentares. Quando não possuímos higiene adequada, a gengiva pode inflamar ao redor do implante, podendo levar a perda do implante se não tratada.

## Como evitar a perda do implante
De acordo com os pesquisadores, há fatores sociais e clínicos que levam à perda de implantes dentais, dos quais o tabagismo e a má qualidade dos ossos estão entre os principais. “Mas há pessoas que têm uma propensão a múltiplas perdas e nunca se sugeriu uma evidência de base genética”, diz Paula.
Existem sinais que podem ser observados, como:
```
Sinais
```

- Sangramento à escovação;
- Secreção de pus ao apertar a gengiva ao redor do implante;
- Sensibilidade gengival ao redor do implante;
- Desconforto ao redor do implante;
- Dor ao mastigar.

De acordo com Paula Cristina, a coleta de material para o exame genético é feita com um simples bochecho de água com açúcar. “Não é invasivo para o paciente”, explica. Ela espera que se torne uma rotina, o que pode baratear o custo do exame, cujo valor ainda não está definido. Com base nesses primeiros resultados e na análise de outros genes, poderá ser desenvolvido um kit que identifique precocemente o risco maior de perda de implante. “Assim pode ser possível a prevenção, o planejamento de terapia individualizada.”
Um profissional especializado, procede com exame clínico minucioso, verificando a saúde gengival, oclusão e estado da prótese. O exame complementar do raio-x o ajudará a verificar a saúde óssea para melhor diagnóstico da saúde perimplantar.
Em muitos casos, quando detectamos no início o problema, o implante pode ser salvo da perda. Por este motivo recomenda-se que, além de ter excelentes cuidados de higiene bucal, é necessário realizar consultas odontológicas regularmente. Infelizmente a grande realidade é que muitos pacientes finalizam o tratamento e não retornam para consultas de manutenção.
Quando o tratamento reabilitador com implantes é finalizado, torna-se necessário a orientação dos cuidados para o paciente e o alerta quando houver a necessidade de retornos periódicos para manutenção. Alguns retornam, mas a grande maioria, somente retornará quando sentir desconforto. Lamentavelmente, este comportamento poderá comprometer todo o tratamento.